# Afinitní maturace
Afinitní maturace je imunologický proces, který umožňuje B-lymfocytům vyvinout protilátky s lepší afinitou k antigenu. Když se imunitní systém setká s tímto antigenem (například nějakým mikroorganismem) opakovaně, je schopen vytvořit protilátky, které se na něj lépe („silněji“) vážou. Tzv. sekundární odpověď zahrnuje protilátky s afinitou vyšší až o několik řádů.
Základní principy afinitní maturace, která se odehrává v těle, se využívají v biotechnologii jakožto tzv. in vitro afinitní maturace.

## Mechanismus
Proces afinitní maturace zahrnuje dva oddělené, ale související kroky, které se odehrávají v germinálních centrech sekundárních lymfatických orgánů:
1. Somatická hypermutace: Mutace ve variabilních CDR sekvencích imunoglobulinových genů, které jsou zodpovědné za vazbu antigenů. Mutační rychlost je zde asi milionkrát vyšší, než v buňkách nespadajících pod lymfatický systém. Přesný mechanismus somatické hypermutace ještě není zcela prozkoumán, nicméně zahrnuje zřejmě enzym cyditindeaminázu (AICD). Vlivem této zvýšené mutační rychlosti dochází asi k 1-2 mutacím v každé CDR oblasti v každé buněčné generaci. Tyto mutace náhodným způsobem mění vazebnou specifitu a afinitu protilátek.[2][3]
2. Klonální selekce: B-lymfocyty, které prošly somatickou hypermutací, se v germinálních centrech objevují ve velkém nadbytku. Antigeny jsou jim prezentovány na povrchu folikulárních dendritických buněk. B-lymfocyty se ocitají v situaci, kdy musí soutěžit o růstové faktory a dostupnost antigenu. Přežijí jen ty, které mají nejvyšší afinitu pro antigen. B-lymfocyty, které podstoupily somatickou hypermutaci, ale vážou antigen s nižší afinitou, budou tzv. vykompetovány a z organismu odstraněny. Po několika kolech takové selekce budou mít díky tomu protilátky v krevním oběhu vyšší afinitu, než před ní.[3]

## In vitroafinitní maturace
Afinitní maturace v laboratoři (in vitro) je v podstatě založena na procesech mutace a selekce, tak jako její biologický předobraz. Byla úspěšně využita k optimalizaci protilátek, fragmentů protilátek či dalších peptidických molekul, jež jsou vyráběny jako mimetika protilátek. Náhodné mutace v CDR oblastech jsou indukovány ozařováním, chemickými mutageny či pomocí PCR náchylné k chybám („error-prone PCR“). Různorodost může být zvýšena i novými kombinacemi VL a VH řetězců (chain shuffling). Dvě nebo tři kola mutací a následné selekce umožňují vytvořit protilátky o afinitě v řádu několika nM. 